# 시라누시
시라누시(아르메니아어: Սիրանույշ, 본명: 메노페 사하키 간타르잔(Մերոպե Սահակի Գանթարճյան), 1857년 5월 25일 ~ 1932년 6월 10일)는 오스만 제국의 아르메니아계 연극 배우이다.
1873년 콘스탄티노폴리스(이스탄불)에서 연극 배우로 데뷔했다. 1897년 자캅카스(남캅카스) 지방으로 이주한 뒤부터 트빌리시(티플리스), 예레반, 바쿠 등에서 연극단 활동에 전개했으며 러시아, 발칸반도, 이집트 등에서 순회 공연을 펼쳤다. 윌리엄 셰익스피어의 연극에서 오펠리아, 햄릿, 데스데모나, 맥베스 부인 역할 등으로 유명하다.